# Кевін Ван Ден Керхоф
Кевін Ван Ден Керхоф (фр. Kevin Van Den Kerkhof, араб. كيفن فان دين كيرخوف; нар. 14 березня 1996, Мобеж) — французький та алжирський футболіст, захисник французького клубу «Мец».

## Клубна кар'єра
Народився 14 березня 1996 року в місті Мобеж. Вихованець футбольної школи клубу «Валансьєнн» та інших французьких клубів.
У дорослому футболі дебютував 2014 року виступами за команду «Онуа», в якій провів один сезон, взявши участь у 6 матчах чемпіонату. 
Протягом 2015—2016 років захищав кольори клубу «Лор'ян-2».
Своєю грою за останню команду привернув увагу представників тренерського штабу клубу «Фейньє Онуа», до складу якого приєднався 2016 року.
У 2017 році уклав контракт з клубом «Ла-Лув'є Сантр», у складі якого провів наступні два роки своєї кар'єри гравця. 
Протягом 2019—2020 років захищав кольори клубу «Олімпік» (Шарлеруа).
З 2020 року два сезони захищав кольори клубу «Ф91 Дюделанж».Більшість часу, проведеного у складі «Ф91 Дюделанж», був основним гравцем захисту команди.
З 2022 року один сезон захищав кольори клубу «Бастія». Граючи у складі «Бастії» також здебільшого виходив на поле в основному складі команди.
До складу клубу «Мец» приєднався 2023 року. Станом на 2 листопада 2023 року відіграв за команду з Меца 6 матчів в національному чемпіонаті.

## Виступи за збірну
У 2023 році дебютував в офіційних матчах у складі національної збірної Алжиру.
| Дата       | Місто       | Господарі | Результат | Гості      | Турнір                                  | Голи | Примітки |
| ---------- | ----------- | --------- | --------- | ---------- | --------------------------------------- | ---- | -------- |
| 27-3-2023  | Радес       | Нігер     | 0 – 1     | Алжир      | Відбір до Кубка африканських націй 2023 | -    |          |
| 20-6-2023  | Аннаба      | Алжир     | 1 – 1     | Туніс      | товариський матч                        | -    | 74'      |
| 7-9-2023   | Аннаба      | Алжир     | 0 – 0     | Танзанія   | Відбір до Кубка африканських націй 2023 | -    |          |
| 12-10-2023 | Константіна | Алжир     | 5 – 1     | Кабо-Верде | товариський матч                        | -    | 73'      |
| 16-11-2023 | Баракі      | Алжир     | 3 – 1     | Сомалі     | Відбір до ЧС 2026                       | -    | 46'      |
| Усього     |             | Матчів    | 5         |            | Голів                                   | 0    |          |